# 马山镇 (横州市)
马山镇，原为马山乡，是中华人民共和国广西壮族自治区南宁市横州市下辖的一个乡镇级行政单位。2018年撤乡设镇。。区划代码改为450127116。

## 行政区划
马山镇下辖以下地区：
卫民社区、南面村、公平村、六壮村、新龙村、克安村、太宁村、象旺村、长塘村、平安村、小向村、金石村、双桥村、龙棉村、汗桥村、西竹村和罗板村。